# Incendie du centre de migrants de Ciudad Juárez
L'incendie du centre de migrants de Ciudad Juárez est survenu le 28 mars 2023 lorsqu'un incendie s'est déclaré dans un centre de détention pour migrants situé à la frontière entre le Mexique et les États-Unis à Ciudad Juárez, dans le Chihuahua. L'incendie a tué 38 personnes et fait au moins 28 autres blessés graves,,,,. L'incendie aurait été déclenché par des détenus lorsqu'ils ont mis le feu à leurs matelas dans le but de protester contre leur expulsion imminente.

## Contexte
L'installation de traitement des migrants (officiellement l'Estancia Provisional de Ciudad Juárez, ou "station temporaire de Ciudad Juárez") est utilisée par l'Institut national des migrations (en) (INM) du Mexique pour héberger temporairement les migrants qui tentent illégalement de traverser la frontière et sont passibles d'expulsion. Il est situé au centre-ville de Ciudad Juárez près du fleuve Rio Grande et adjacent au pont Stanton-Lerdo (en),. Avant l'incident, il y avait de fortes tensions entre les autorités et les migrants à Ciudad Juárez, où les abris étaient pleins de personnes essayant de traverser aux États-Unis ou demandant l'asile. Environ 70 personnes se seraient trouvées dans la section des hommes du bâtiment juste avant que l'incendie ne se déclare, dont certaines avaient été arrêtées le même après-midi lors de rafles à travers Ciudad Juárez.

## Incendie
À 22 h 0 CST, un incendie s'est déclaré dans la zone des hommes du centre de détention, avec 68 migrants à l'intérieur. L'incendie a fait 38 morts et 28 autres gravement blessés. Les personnes tuées et blessées étaient toutes des détenus masculins de l'établissement et étaient des citoyens de la Colombie, de l'Équateur, du Salvador, du Guatemala, du Honduras et du Venezuela, le plus grand nombre étant des guatémaltèques. L'Institut guatémaltèque des migrations (es) a confirmé que 28 citoyens guatémaltèques ont été tués dans l'incendie.
Selon les déclarations du président Andrés Manuel López Obrador lors d'une conférence de presse le lendemain matin, l'incendie s'est déclenché lorsque les détenus de l'établissement ont mis le feu à des matelas pour protester contre leur expulsion imminente. Il a également déclaré que la plupart des victimes étaient des centraméricains, avec quelques vénézuéliens. Il a ajouté que les détenus qui ont allumé le feu "n'ont jamais imaginé que cela causerait ce terrible malheur."
Des images de vidéosurveillance obtenues par la presse qui montrent prétendument des membres du personnel de l'INM fuyant les flammes et la fumée qui se propagent tout en laissant les détenus enfermés dans leur cellule ont été accueillies avec une "vague d'indignation" le lendemain.

## Conséquences
Des secouristes, dont des pompiers et des ambulanciers, se sont rendus sur les lieux de l'incendie. Parmi les blessés, au moins 21 ont été emmenés à l'hôpital. Le procureur général fédéral Alejandro Gertz Manero a lancé une enquête en relation avec l'incendie. La Commission nationale des droits de l'homme a été sollicitée pour venir en aide aux migrants. L'INM a annoncé que les survivants blessés se verraient accorder des visas de visiteurs humanitaires et qu'il couvrirait leurs dépenses médicales.
L'ambassadeur des États-Unis au Mexique, Ken Salazar, a déclaré sur Twitter que l'incendie était un "rappel aux gouvernements de la région de l'importance de réparer un système de migration en panne". Felipe González Morales (en), ancien président de la Commission interaméricaine des droits de l'homme et actuel rapporteur spécial des Nations Unies sur les droits de l'homme des migrants, a critiqué la pratique des détentions massives de migrants, déclarant sur Twitter, "l'utilisation de la détention d'immigrants conduit à des tragédies comme celle-ci". Le Secrétaire général des Nations Unies António Guterres a exprimé ses condoléances et a appelé à une enquête approfondie sur l'incident et à la mise en place de voies de migration plus sûres, plus réglementées et organisées,.